# Jacobus Venter
Pour les articles homonymes, voir Venter.
Jacobus "Jaco" Venter est un coureur cycliste sud-africain, né le 13 février 1987 à Stellenbosch. Professionnel entre 2006 et 2019, il est notamment double champion d'Afrique du Sud sur route.

## Biographie
En 2009, il termine quatrième du Tour de l'Avenir qu'il dispute avec l'équipe mixte de l'Union cycliste internationale. 
Il signe pour la saison 2011 dans l'équipe belge Verandas Willems-Accent.
Après un passage de cinq mois dans l'équipe continentale luxembourgeoise Differdange-Magic-SportFood.de, il rejoint la formation MTN-Qhubeka en juin 2012. Fin 2015 il prolonge le contrat qui le lie à son employeur. 

## Palmarès
- 2005
  - 2e du championnat d'Afrique du Sud sur route juniors
  - 2e du Circuit Het Volk juniors
- 2007
  - Powerade Dome 2 Dome Cycling Spectacular
- 2008
  - 3e du championnat d'Afrique du Sud du contre-la-montre espoirs
- 2009
  -  Champion d'Afrique du Sud du contre-la-montre
  -  Champion d'Afrique du Sud du contre-la-montre espoirs
  - 4e du Tour de l'Avenir
- 2010
  - 3e du championnat d'Afrique du Sud du contre-la-montre
- 2011
  -  Médaillé d'argent du championnat d'Afrique du contre-la-montre par équipes
- 2016
  -  Champion d'Afrique du Sud sur route
- 2020
  - Tour de Bonne-Espérance :
    - Classement général
    - 2e étape (contre-la-montre)
- 2024
  - 5e étape du Tour du Cap

## Résultats sur les grands tours

### Tour de France
1 participation
- 2017 : 162e

### Tour d'Espagne
4 participations
- 2014 : 123e
- 2015 : 122e
- 2016 : 145e
- 2019 : 129e

### Tour d'Italie
2 participations
- 2016 : 101e
- 2018 : 95e

## Classements mondiaux
| Année           | 2007 | 2008 | 2009 | 2010 | 2011 | 2012 | 2013 |
| --------------- | ---- | ---- | ---- | ---- | ---- | ---- | ---- |
| UCI Africa Tour | 31e  | 68e  | 57e  | 53e  | 191e | 73e  | 152e |
| UCI Asia Tour   |      |      |      | 268e |      |      |      |
| UCI Europe Tour |      |      | 546e |      |      | 766e | 757e |